# Remo nos Jogos Olímpicos de Verão de 2020 - Skiff duplo feminino
A competição do skiff duplo feminino do remo nos Jogos Olímpicos de Verão de 2020 foi realizada entre 23 e 28 de julho de 2021, no Sea Forest Waterway, em Tóquio. Um total de 26 remadoras de 13 Comitês Olímpicos Nacionais (CON) participaram do evento.

## Qualificação
Cada CON pode classificar um único barco de duas remadoras no skiff duplo feminino. Um total de 13 vagas estavam disponíveis, sendo atribuídas da seguinte forma:
- 11 pelo Campeonato Mundial de 2019;
- 2 pelas regatas de qualificação finais.

## Formato
No skiff duplo cada barco é impulsionado por duas remadoras. Por serem barcos parelhos, cada remadora usa dois remos, um de cada lado do barco; isso contrasta com os barcos de pontas em que cada remadora tem remos em apenas um lado. A competição consiste em rodadas e usa o formato de três fases. As finais são realizadas para determinar a colocação de cada barco (na final A são definidas as medalhistas). O percurso usa a distância de 2000 metros que se tornou o padrão olímpico em 1912.

## Calendário
Horário local (UTC+9)
| Dia         | Horário | Fase           |
| ----------- | ------- | -------------- |
| 23 de julho | 11:00   | Eliminatórias  |
| 24 de julho | 9:00    | Repescagem     |
| 25 de julho | 12:20   | Semifinais A/B |
| 28 de julho | 8:10    | Final B        |
| 28 de julho | 9:15    | Final A        |

## Medalhistas
| Ouro   | ROU Nicoleta-Ancuța Bodnar e Simona Radiș |
| Prata  | NZL Brooke Donoghue e Hannah Osborne      |
| Bronze | NED Roos de Jong e Lisa Scheenaard        |

## Resultados

### Eliminatórias
Os três primeiros barcos de cada bateria se classificam para as semifinais, enquanto o restante disputa a repescagem.
Eliminatória 1
| Pos. | Raia | Remadores                                  | CON                 | Tempo   | Notas |
| ---- | ---- | ------------------------------------------ | ------------------- | ------- | ----- |
| 1    | 3    | Brooke Donoghue Hannah Osborne             | NZL Nova Zelândia   | 6:53.62 | Q     |
| 2    | 1    | Kristina Wagner Genevra Stone              | USA Estados Unidos  | 6:55.65 | Q     |
| 3    | 4    | Hélène Lefebvre Élodie Ravera-Scaramozzino | FRA França          | 6:57.83 | Q     |
| 4    | 2    | Shen Shuangmei Liu Xiaoxin                 | CHN China           | 7:03.78 | R     |
| 5    | 5    | Kristýna Fleissnerová Lenka Antošová       | CZE República Checa | 7:05.56 | R     |

Eliminatória 2
| Pos. | Raia | Remadores                                 | CON         | Tempo   | Notas |
| ---- | ---- | ----------------------------------------- | ----------- | ------- | ----- |
| 1    | 3    | Nicoleta-Ancuța Bodnar Simona Radiș       | ROU Romênia | 6:49.79 | Q     |
| 2    | 4    | Gabrielle Smith Jessica Sevick            | CAN Canadá  | 6:57.69 | Q     |
| 3    | 1    | Alessandra Patelli Chiara Ondoli          | ITA Itália  | 6:59.58 | Q     |
| 4    | 2    | Ekaterina Pitirimova Ekaterina Kurochkina | ROC         | 7:03.96 | R     |

Eliminatória 3
| Pos. | Raia | Remadores                          | CON               | Tempo   | Notas |
| ---- | ---- | ---------------------------------- | ----------------- | ------- | ----- |
| 1    | 4    | Roos de Jong Lisa Scheenaard       | NED Países Baixos | 6:49.90 | Q     |
| 2    | 3    | Donata Karalienė Milda Valčiukaitė | LTU Lituânia      | 6:50.38 | Q     |
| 3    | 1    | Amanda Bateman Tara Rigney         | AUS Austrália     | 6:53.30 | Q     |
| 4    | 2    | Annekatrin Thiele Leonie Menzel    | GER Alemanha      | 6:59.61 | R     |

### Repescagem
Os três primeiros barcos da repescagem se classificam para as semifinais; o quarto colocado é eliminado.
| Pos. | Raia | Remadores                                 | CON                 | Tempo   | Notas |
| ---- | ---- | ----------------------------------------- | ------------------- | ------- | ----- |
| 1    | 4    | Ekaterina Pitirimova Ekaterina Kurochkina | ROC                 | 7:13.77 | Q     |
| 2    | 2    | Annekatrin Thiele Leonie Menzel           | GER Alemanha        | 7:14.92 | Q     |
| 3    | 3    | Kristýna Fleissnerová Lenka Antošová      | CZE República Checa | 7:16.96 | Q     |
| 4    | 1    | Shen Shuangmei Liu Xiaoxin                | CHN China           | 7:21.93 |       |

### Semifinais
Os três primeiros barcos de cada bateria se classificam para a Final A, enquanto o restante disputa a Final B (fora da chance por medalhas).
Semifinal A/B 1
| Pos. | Raia | Remadores                                 | CON                 | Tempo   | Notas |
| ---- | ---- | ----------------------------------------- | ------------------- | ------- | ----- |
| 1    | 3    | Nicoleta-Ancuța Bodnar Simona Radiș       | ROU Romênia         | 7:04.31 | FA    |
| 2    | 5    | Brooke Donoghue Hannah Osborne            | NZL Nova Zelândia   | 7:09.05 | FA    |
| 3    | 2    | Donata Karalienė Milda Valčiukaitė        | LTU Lituânia        | 7:11.29 | FA    |
| 4    | 4    | Alessandra Patelli Chiara Ondoli          | ITA Itália          | 7:19.25 | FB    |
| 5    | 6    | Kristýna Fleissnerová Lenka Antošová      | CZE República Checa | 7:24.22 | FB    |
| 6    | 1    | Ekaterina Pitirimova Ekaterina Kurochkina | ROC                 | 7:24.37 | FB    |

Semifinal A/B 2
| Pos. | Raia | Remadores                                  | CON                | Tempo   | Notas |
| ---- | ---- | ------------------------------------------ | ------------------ | ------- | ----- |
| 1    | 3    | Roos de Jong Lisa Scheenaard               | NED Países Baixos  | 7:08.09 | FA    |
| 2    | 2    | Gabrielle Smith Jessica Sevick             | CAN Canadá         | 7:09.44 | FA    |
| 3    | 4    | Kristina Wagner Genevra Stone              | USA Estados Unidos | 7:11.14 | FA    |
| 4    | 1    | Hélène Lefebvre Élodie Ravera-Scaramozzino | FRA França         | 7:12.68 | FB    |
| 5    | 5    | Amanda Bateman Tara Rigney                 | AUS Austrália      | 7:15.25 | FB    |
| 6    | 6    | Annekatrin Thiele Leonie Menzel            | GER Alemanha       | 7:20.44 | FB    |

### Finais
As regatas finais definem as posições de todos os remadores. Na Final A são decididos os medalhistas.
Final B
| Pos. | Raia | Remadores                                  | CON                 | Tempo   | Notas |
| ---- | ---- | ------------------------------------------ | ------------------- | ------- | ----- |
| 7    | 2    | Amanda Bateman Tara Rigney                 | AUS Austrália       | 6:57.71 |       |
| 8    | 3    | Hélène Lefebvre Élodie Ravera-Scaramozzino | FRA França          | 6:58.52 |       |
| 9    | 4    | Alessandra Patelli Chiara Ondoli           | ITA Itália          | 6:58.88 |       |
| 10   | 5    | Kristýna Fleissnerová Lenka Antošová       | CZE República Checa | 6:59.19 |       |
| 11   | 1    | Annekatrin Thiele Leonie Menzel            | GER Alemanha        | 7:01.21 |       |
| 12   | 6    | Ekaterina Pitirimova Ekaterina Kurochkina  | ROC                 | 7:01.83 |       |

Final A
| Pos.              | Raia | Remadores                           | CON                | Tempo   | Notas |
| ----------------- | ---- | ----------------------------------- | ------------------ | ------- | ----- |
| Medalha de ouro   | 4    | Nicoleta-Ancuța Bodnar Simona Radiș | ROU Romênia        | 6:41.03 | OB    |
| Medalha de prata  | 5    | Brooke Donoghue Hannah Osborne      | NZL Nova Zelândia  | 6:44.82 |       |
| Medalha de bronze | 3    | Roos de Jong Lisa Scheenaard        | NED Países Baixos  | 6:45.73 |       |
| 4                 | 1    | Donata Karalienė Milda Valčiukaitė  | LTU Lituânia       | 6:47.44 |       |
| 5                 | 6    | Kristina Wagner Genevra Stone       | USA Estados Unidos | 6:52.98 |       |
| 6                 | 2    | Gabrielle Smith Jessica Sevick      | CAN Canadá         | 6:53.19 |       |